# Alphonse Osbert
Alphonse Osbert né à Paris le 23 mars 1857 et mort dans la même ville le 11 août 1939 est un peintre symboliste français.

## Biographie

### Formation
Né dans une famille bourgeoise, Alphonse Osbert est admis à l'École des beaux-arts de Paris dans l’atelier d'Henri Lehmann, où il est le condisciple de Georges Seurat et d’Edmond Aman-Jean. À sa sortie, sous l’influence de son professeur et des peintres Léon Bonnat et Fernand Cormon qui le conseillent, Osbert participe aux salons avec des toiles d’un style naturaliste. Il adhère pleinement à cette esthétique et ne semble pas intéressé par le Salon des indépendants que fonde Seurat. Pourtant, après un voyage en Espagne et des études dans la forêt de Fontainebleau, le style du peintre commence à évoluer pour connaître un tournant à la fin des années 1880.

### Le symbolisme
C’est l’époque où il mène des expériences plus poussées sur la lumière, où il se rapproche du Salon des indépendants, où il rencontre Maurice Denis et surtout Pierre Puvis de Chavannes. Sa peinture devient de plus en plus monumentale, dans le sillage du maître, et connaît un succès grandissant dans un monde de l’art. Son esthétique étant devenue proche de celle prônée par Joséphin Peladan, Osbert participe au Salon de la Rose-Croix et fréquente Stéphane Mallarmé. Soutenu par le journal La Plume et reconnu par la critique, il reçoit les artistes dans son atelier et devient ainsi un des principaux peintres symbolistes. Son style, caractérisé par ses harmonies en bleu et jaune, ne se renouvelle guère après 1900. Toutefois, le succès est acquis : il expose partout en France et à l’étranger et reçoit des commandes importantes de l’État. Il décore le hall du Centre thermal des Dômes de Vichy (1902-1904) et la salle des séances de la mairie de Bourg-la-Reine (1911-1913).
Il est nommé chevalier de la Légion d'honneur le 24 janvier 1934
Sa femme Marie-Louise Boitelet (1854-1925) était elle-même peintre.
Il meurt le 11 août 1939 dans son atelier du 9, rue Alain-Chartier dans le 15e arrondissement de Paris qu'il occupait depuis 1880, et est inhumé à Mobecq.
Le musée d'Orsay conserve 414 toiles et esquisses et trois pastels de l'artiste, principalement de son fonds d'atelier, légué en 1992 par sa fille.

## Collections publiques

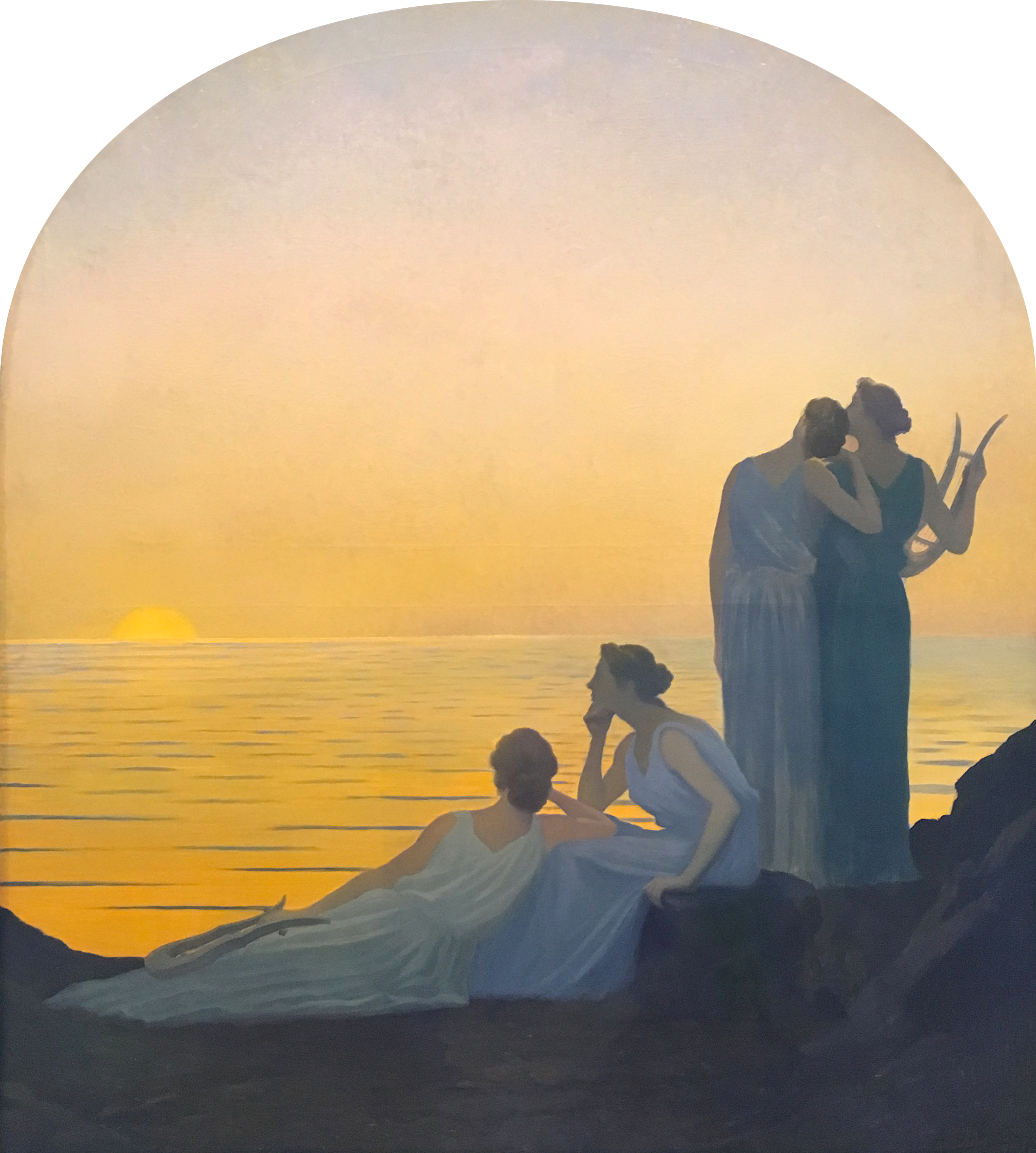
Soir antique (1908), Paris, Petit Palais.

- Bourg-la-Reine, hôtel de ville, salle des mariages : Vers l'avenir et Vers le passé, 1911-1913, huiles sur toile[5].
- Clermont-Ferrand, musée d'art Roger-Quilliot : La Source, vers 1903, huile sur toile.
- Évreux, musée d'Évreux : Poésie du soir.
- L'Île-Saint-Denis, hôtel de ville, salle des mariages : décoration, 1921.
- Nancy, musée des Beaux-Arts : Chant du soir, 1906.
- Paris :
  - musée d'Orsay :
    - Vision, 1892[6] ;
    - Le M'Bomou où se trouvent des rapides successifs, 1900, huile sur toile ;
    - L'Église de Molles (Allier), 1917, huile sur carton[7] ;
    - La Chapelle du Sacré-Cœur de Saint-Honoré-les-Bains, 1924, huile sur carton, projet de décoration pour cette église.

  - Petit Palais : 
    - Soir antique, 1908, huile sur toile;
    - Dans les champs de Diélette, 1889, huile sur toile.
- Vichy, Centre thermal des Dômes : décoration du hall, 1902-1904.

Œuvres d'Alphonse Osbert
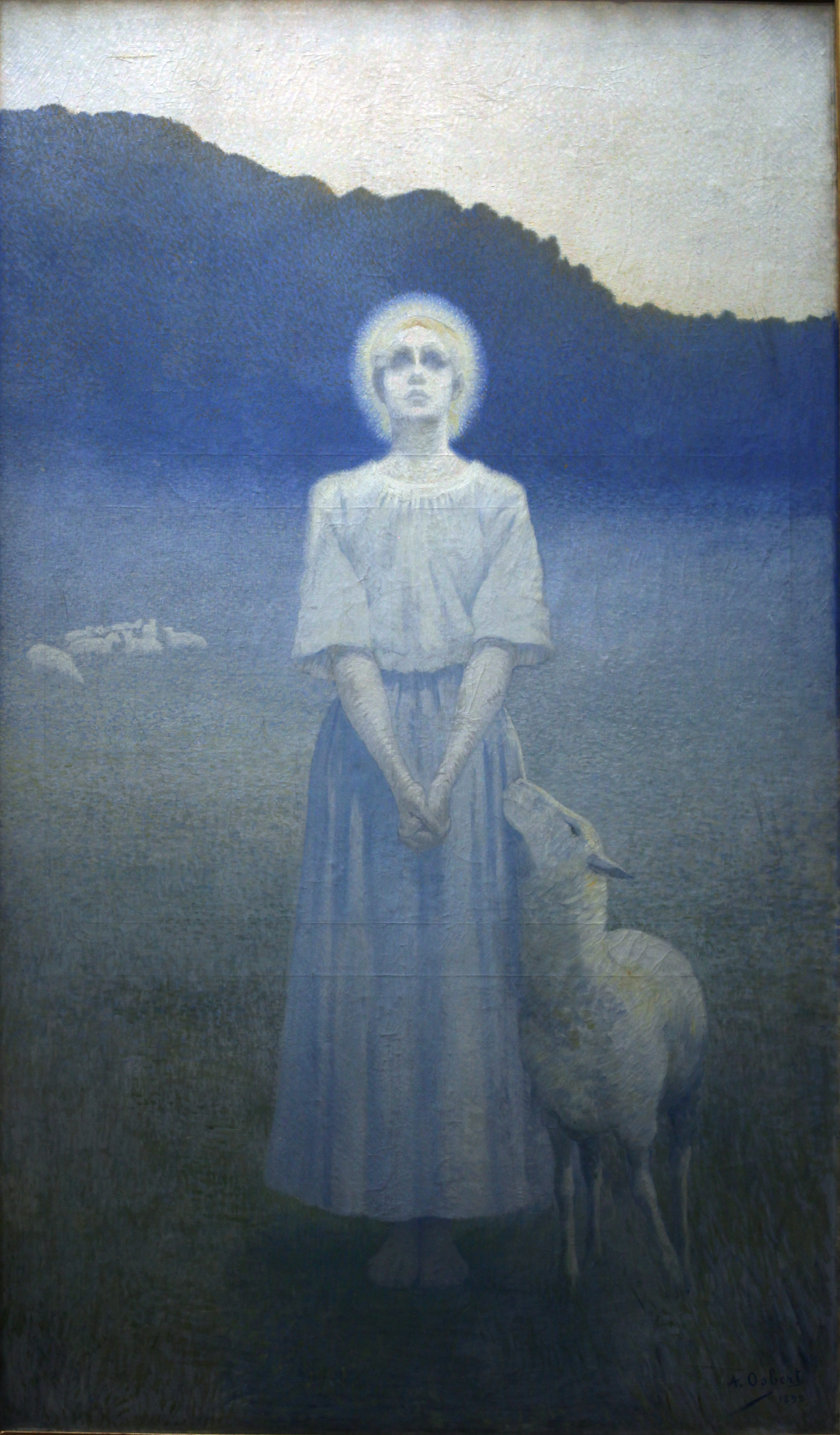
Vision de sainte Geneviève (1892), Paris, musée d'Orsay.
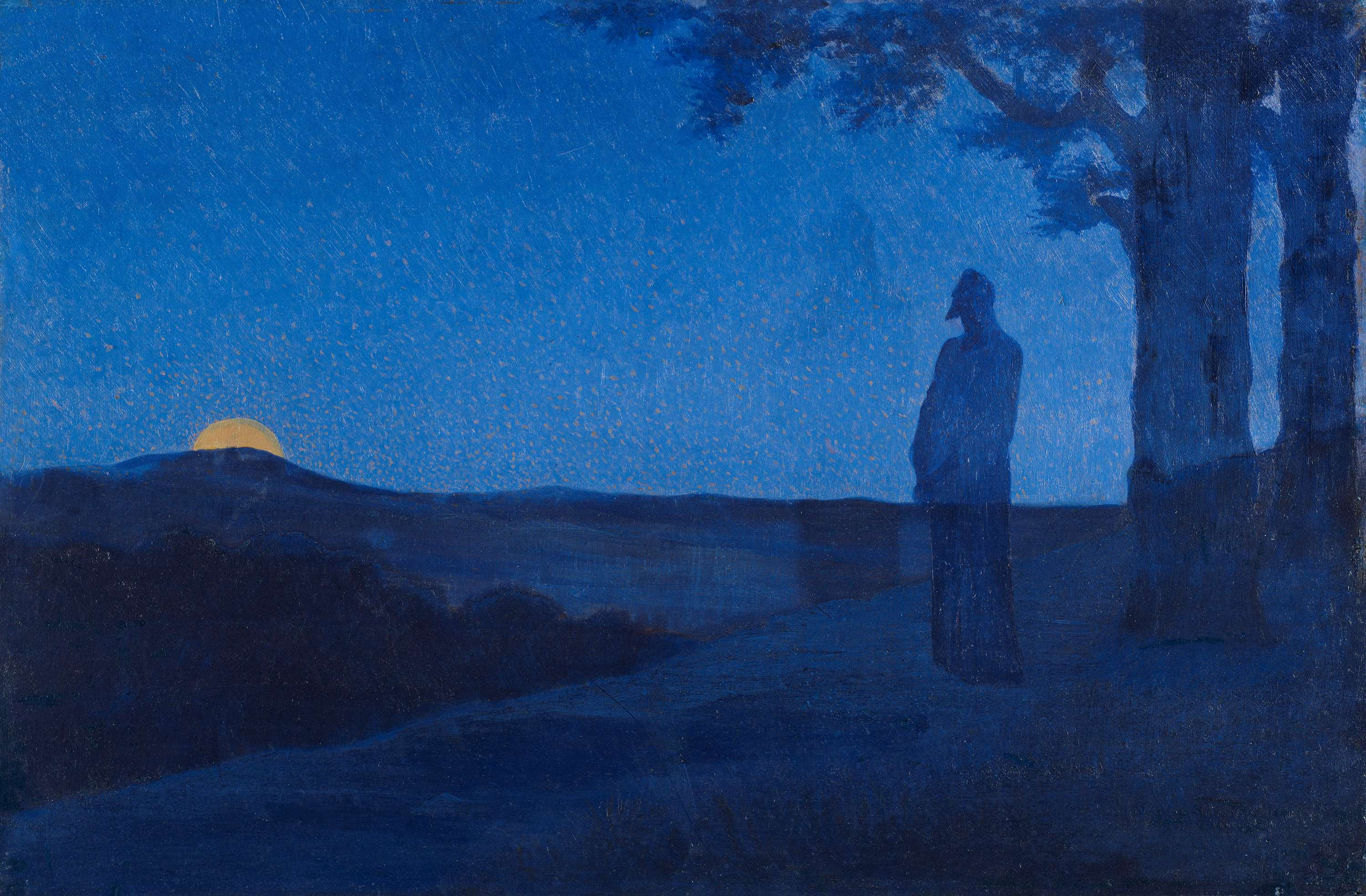
La Solitude du Christ (1897), Londres, Thomas Agnew & Sons.
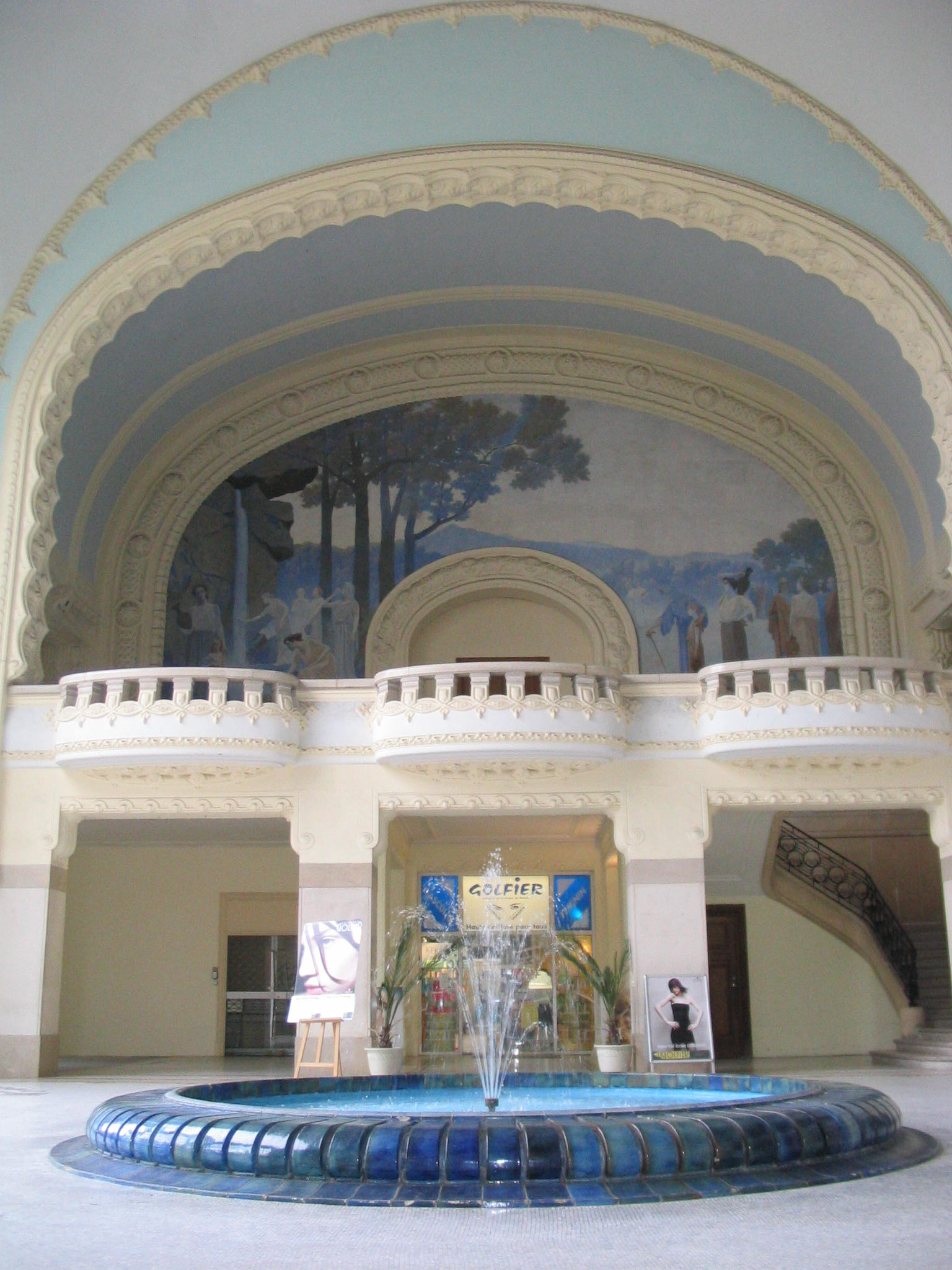
La Source (1902-1904), Vichy, Centre thermal des Dômes.
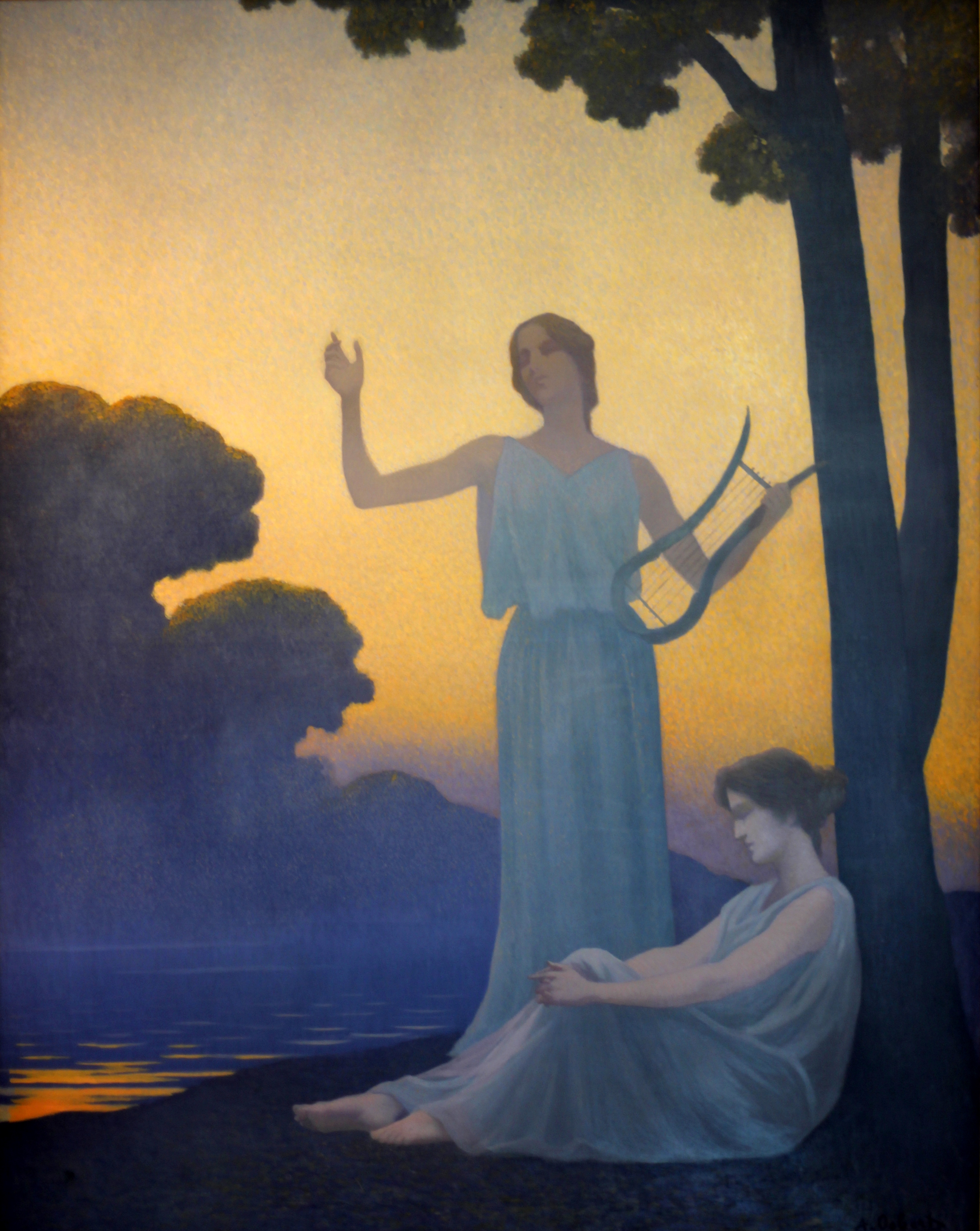
Chant du soir (1906), musée des Beaux-Arts de Nancy.
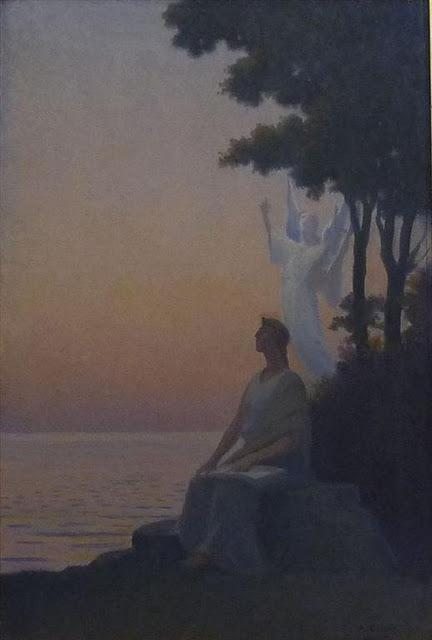
L'Inspiration (1927), Roubaix, La Piscine[8].

## Iconographie
- Jean Catillon, Portrait d'Alphonse Osbert, 1983, médaille en terre cuite, 15 cm[9], localisation inconnue.